# Sterling Morrison
Sterling Morrison, nome completo Holmes Sterling Morrison junior (East Meadow, 28 agosto 1942 – Poughkeepsie, 30 agosto 1995), è stato un chitarrista e bassista statunitense.
È stato membro fisso e tra i fondatori dei Velvet Underground, celebre gruppo che ha rivoluzionato il rock negli anni sessanta.

## Biografia
Morrison si laureò in letteratura inglese all'Università di Syracuse; fu lì che incontrò Lou Reed, anche lui studente laureando. Nonostante i due qualche volta suonassero insieme, si persero rapidamente di vista quando Morrison lasciò gli studi e Reed si laureò nel 1964. Si incontrarono di nuovo a New York nel 1965. All'epoca, Reed aveva già incontrato John Cale ed era interessato a formare una band di rock'n'roll, così quando si incontrò con Morrison lo invitò ad entrare nel gruppo.

### Velvet Underground
Reed aveva in mente l'idea rivoluzionaria di formare una band che unisse suoni rock ad altri classici e folkloristici; lo spunto gli venne scoprendo che John era un bravo violista. Voleva che il suo gruppo fosse tra i primi a usare uno strumento classico nella musica rock. Così contattò Sterling che nel gruppo suonerà la chitarra e il basso occupandosi talvolta dei cori. Principalmente Morrison era un chitarrista, ma spesso quando il bassista ufficiale del gruppo, Cale, si spostava a suonare la viola elettrica o il pianoforte, Morrison si occupava di suonare il basso. In certi brani però, (compresi Heroin e Sister Ray) sia Reed che Morrison suonano entrambi la chitarra mentre Cale suona la viola elettrica o l'organo, e così non c'è il suono del basso. Infatti, sebbene Morrison acconsentisse a suonare lo strumento (per esempio in Sunday Morning o Lady Godiva's Operation), non era entusiasta di fare il bassista.
Dopo che Cale lasciò la band nel 1968, Morrison suonò sempre e solo la chitarra e di suonare il basso si occupò stabilmente il nuovo entrato Doug Yule.
La dipartita di John Cale dai Velvet Underground, letteralmente cacciato da Lou Reed, amareggiò profondamente Morrison, e incrinò per sempre i suoi rapporti con Reed al quale non perdonò mai l'aver preso questa decisione senza interpellare gli altri membri del gruppo. Inoltre, si rimproverò sempre di non aver avuto la forza di opporsi fermamente alla decisione di Reed.

### Uscita dal gruppo
Nel 1970, quando il gruppo era tornato a New York City per suonare al Max's Kansas City, Morrison considerò l'opportunità di completare gli studi e di laurearsi (lo farà al City College di New York). Nel 1971 iniziò un dottorato all'Università del Texas ad Austin, in letteratura medievale. Suonò il suo ultimo concerto con la band il 21 agosto a Houston. Quando era tempo per i Velvet di ritornare a New York, Morrison confessò agli altri che aveva preso la decisione di restare in Texas e di uscire dal gruppo.
Durante gli anni ottanta, Morrison lasciò un posto di assistente universitario per diventare capitano di un rimorchiatore. Dopo essere uscito dai Velvet Underground, la carriera musicale di Morrison si limitò principalmente a sessioni informali con amici, anche se suonò in qualche band locale della zona di Austin, Texas, come ad esempio i Bizarros.

### Reunion
Nel 1992, i Velvet Underground nella formazione classica Reed, Cale, Morrison e Tucker decisero di riformare il gruppo per un tour e un possibile nuovo album. Morrison asserì che anche Doug Yule, che aveva rimpiazzato Cale nel 1968, avrebbe dovuto far parte della compagnia, ma Reed e Cale misero un veto sulla sua partecipazione. Il riformato gruppo girò per l'Europa suonando in diverse date durante tutto il 1993, in qualche caso facendo da band di supporto agli U2. Alla fine del tour, le vecchie tensioni riemersero all'interno del gruppo, e i successivi progetti vennero cancellati.
Sterling si unì alla band di Maureen Tucker per un tour nel 1994, ma alla fine dell'anno iniziò a soffrire problemi di salute.

### Morte
La morte lo raggiunse due giorni dopo il suo cinquantatreesimo compleanno, il 30 agosto 1995, a causa di un cancro che gli era stato già diagnosticato in precedenza. Dopo la sua morte, i tre superstiti dei Velvet gli dedicarono l'ultimo brano della storia del gruppo: Last Night I Said Goodbye to My Friend, suonato nel 1996 durante la cerimonia per l'entrata del gruppo nella Rock and Roll Hall of Fame.
La famiglia superstite di Sterling comprende la sua vedova, Martha, il figlio, Thomas, che risiedono entrambi a Poughkeepsie, New York, e una figlia, Mary Anne.

### Commemorazioni
Nel marzo 2001, il ricordo di Sterling Morrison fu celebrato attraverso un concerto tributo agli Austin Music Awards durante il Festival South by Southwest. John Cale suonò Some Friends, canzone che aveva composto in memoria di Morrison, con Alejandro Escovedo, che a sua volta suonò Tugboat (rimorchiatore) anch'essa scritta per Morrison.

## Discografia

### Con i Velvet Underground
Album in studio
- 1967 - The Velvet Underground & Nico
- 1967 - White Light/White Heat
- 1969 - The Velvet Underground
- 1970 - Loaded

Album dal vivo
- 1972 - Live at Max's Kansas City
- 1974 - 1969: Velvet Underground Live with Lou Reed
- 1993 - Live MCMXCIII

Raccolte
- 1985 - VU
- 1986 - Another View